# Amphimallon glabripennis
Amphimallon glabripennis là một loài côn trùng trong họ Scarabaeidae. Loài này được Ballion miêu tả khoa học đầu tiên năm 1871.
Đây là loài gây hại phát triển phổ biến ở Uzbekistan.